# Зимовниковский район
Зимовнико́вский райо́н — административно-территориальная единица (район) и муниципальное образование (муниципальный район) в составе Ростовской области Российской Федерации.
Административный центр — посёлок Зимовники. Расстояние до г. Ростова-на-Дону — 295 км.

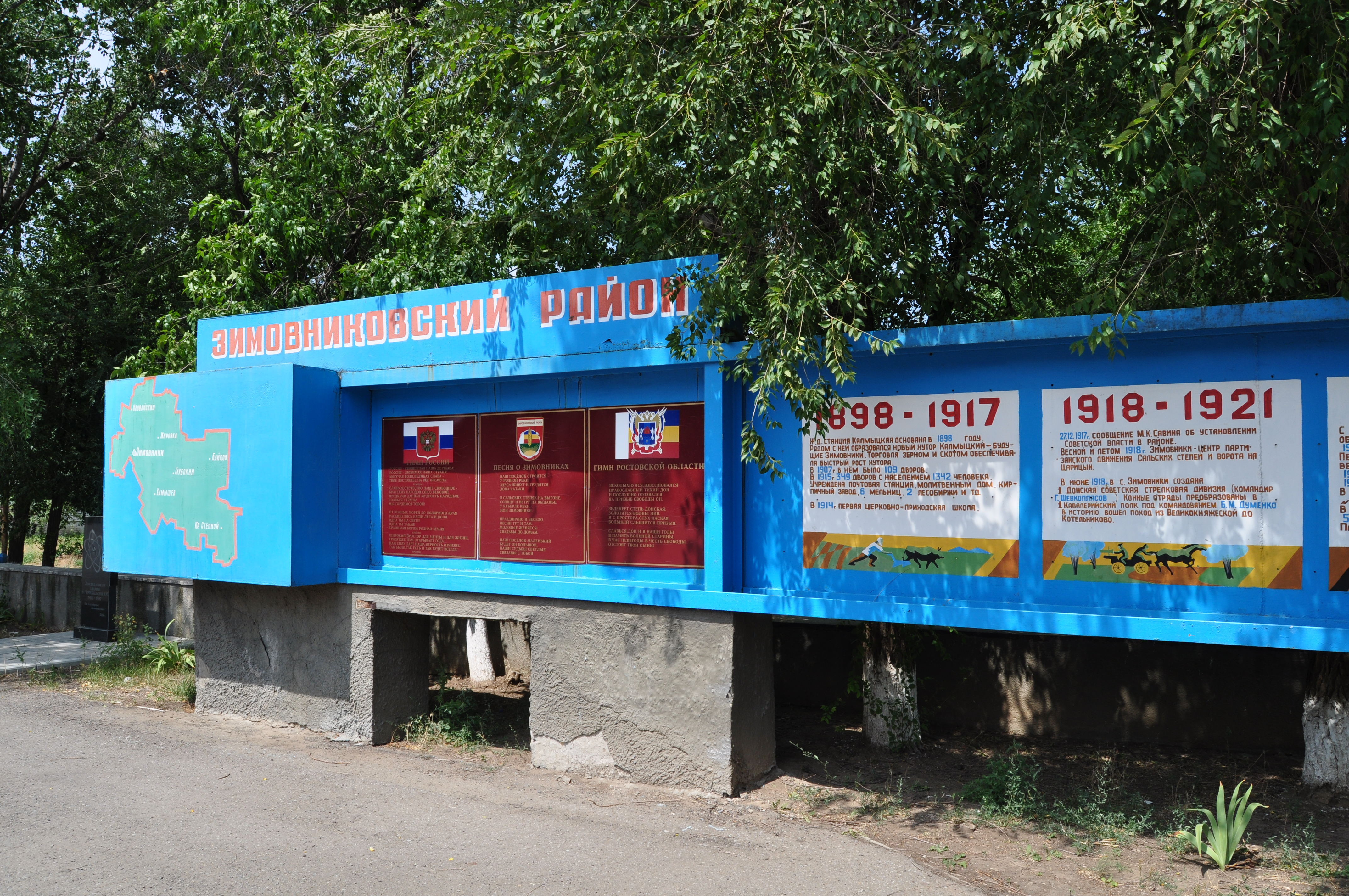
Зимовниковский район. Информационная доска

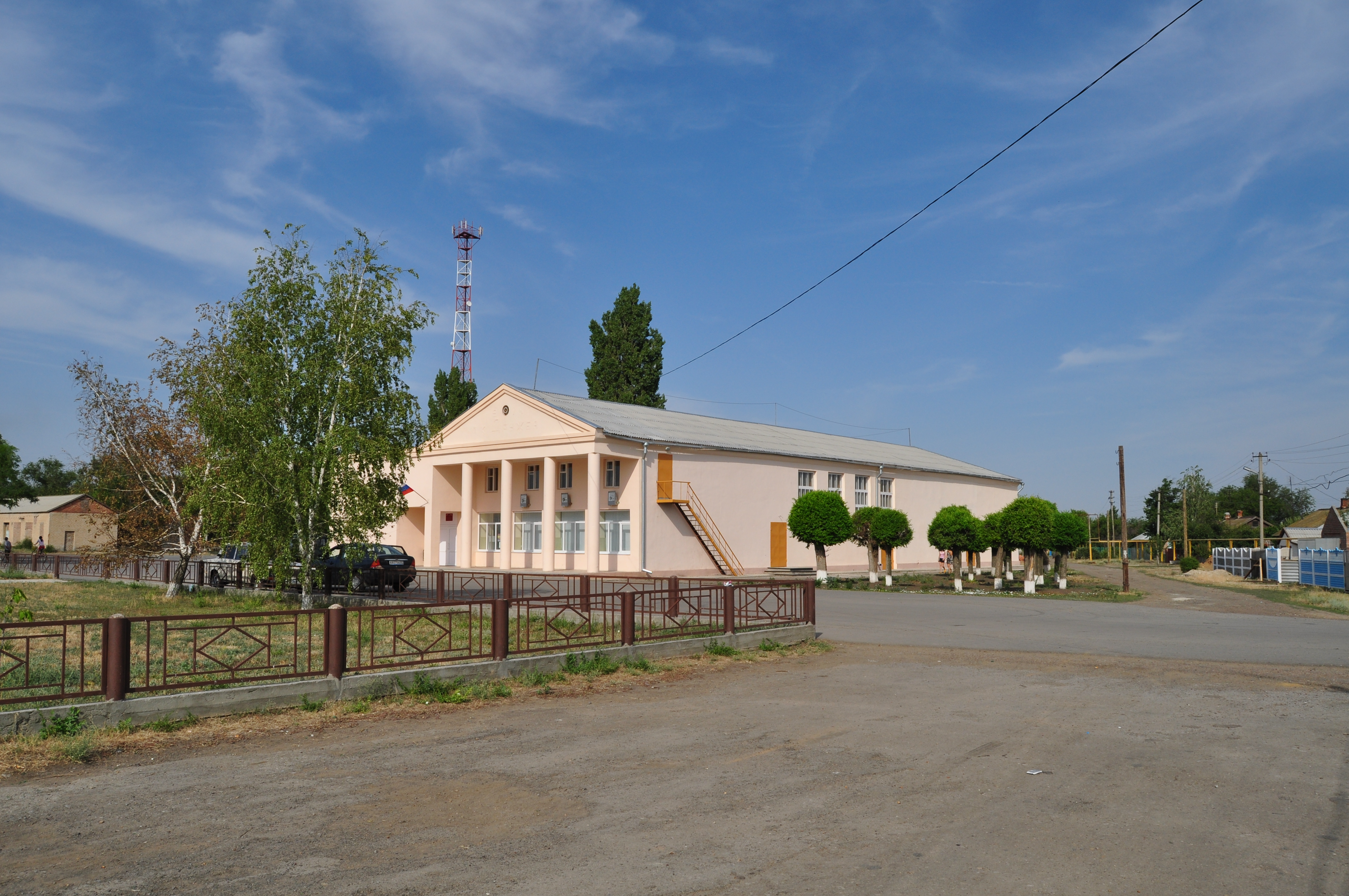
Зимовниковский район. Административное здание

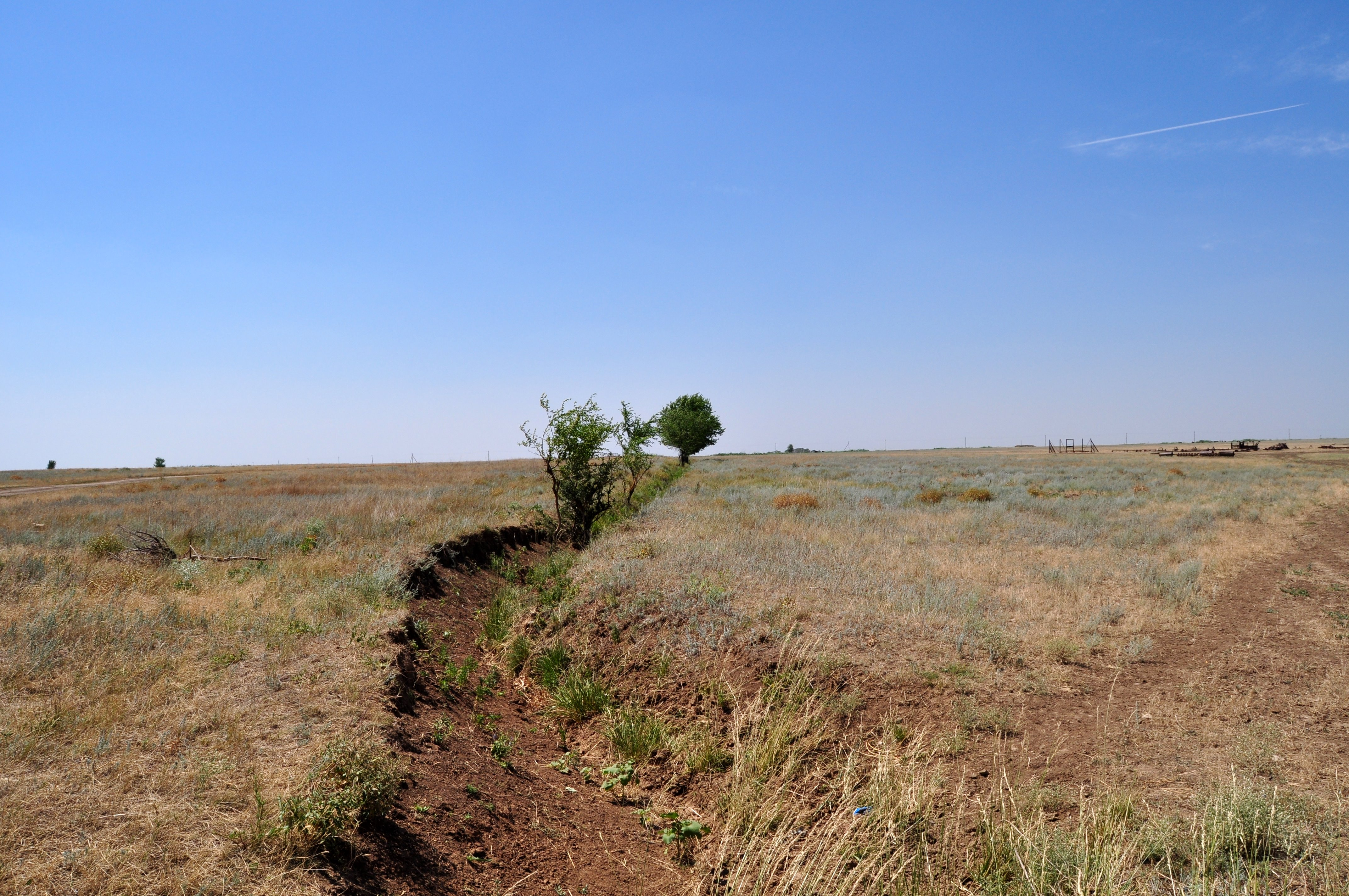
Зимовниковский район. Степь

## География
Зимовниковский район расположен на востоке области, в степной зоне. Площадь района — более 5 тыс. км². Искусственные лесонасаждения составляют 2677 га. Много естественных и искусственных водоёмов. На территории района находится государственный Ильичевский заказник и обширные охотничьи угодья. Самый крупный в Ростовской области район.

## История
Зимовниковский район образован в 1924 году в составе Сальского округа Северо-Кавказского края. Административный центр находился в посёлке при железнодорожной станции Зимовники. В состав района (по переписи населения 1926 года) входило 15 сельских советов: Бурульский, Верхне-Верхоломовский, Верхне-Серебряковский, Власовский, Глубочанский,Зимовниковский, Иловайский, Копанский, Куберлеевский, Курячанский, Кутейниковский, Лозовянский, Майорский, Мокро-Гашунский, Нижне-Жировский.
С августа 1930 года, после упразднения Сальского округа, Зимовниковский район перешёл в подчинение непосредственно Северо-Кавказскому краю.
В апреле 1931 года в связи с упразднением Дубовского района в состав Зимовниковского района вошли Барабанщиковский, Дубовский и Ильинский сельсоветы, а также Мало-Орловский, Мартыновский, Московский Новосёловский, Рубашкинский и Семёновский сельсоветы бывшего Романовского района.
В период с января 1934 года по 13 сентября 1937 года Зимовниковский район входил в состав Азово-Черноморского края.
После образования Ростовской области 13 сентября 1937 года, в её состав вошёл Зимовниковский район. В составе районе значились Верхне-Серебряковский, Гашунский, Глубочанский,Зимовниковский,Копанский, Курячанский, Лозовянский, Мокро-Гашунский, Нижне-Жировский, Ново-Весёловский сельсоветы, а также поселковые советы Гашунский, Первомайский и Совхозный № 13.
В 1944 году была присоединена часть территории бывшего Калмыцкого района, а затем, в 1963 году — бывшего Дубовского. В 1965 году Дубовский район был восстановлен и его территория отошла от Зимовниковского района.

## Население
Динамика численности населения
| 1926  | 1939  | 1959  | 1970  | 1979  | 1989  |
| ----- | ----- | ----- | ----- | ----- | ----- |
| 43592 | 44822 | 41738 | 44352 | 41664 | 38884 |

| 2002    | 2009    | 2010    | 2011    | 2012    | 2013    | 2014    | 2015    | 2016    |
| ------- | ------- | ------- | ------- | ------- | ------- | ------- | ------- | ------- |
| 38 190  | ↘38 065 | ↘37 092 | ↘37 085 | ↘36 910 | ↘36 820 | ↘36 700 | ↗36 755 | ↘36 689 |
| 2017    | 2018    | 2019    | 2020    | 2021    |         |         |         |         |
| ↘36 438 | ↘36 132 | ↘35 669 | ↘35 143 | ↘32 617 |         |         |         |         |

Национальный состав
| Народ                                            | 1939 год чел.   | 2002 год чел.   | 2010 год чел.   |
| ------------------------------------------------ | --------------- | --------------- | --------------- |
| Русские                                          | 40 811 (91,7 %) | 30 068 (78,7 %) | 28 336 (76,4 %) |
| Турки                                            | —               | 1 530 (4,0 %)   | 1 917 (5,2 %)   |
| Чеченцы                                          | —               | 1 868 (4,9 %)   | 1 650 (4,5 %)   |
| Даргинцы                                         | —               | 731 (1,9 %)     | 934 (2,5 %)     |
| Цыгане                                           | —               | 504 (1,3 %)     | 667 (1,8 %)     |
| Аварцы                                           | —               | 344 (0,9 %)     | 479 (1,3 %)     |
| Казахи                                           | —               | 393 (1,0 %)     | 402 (1,1 %)     |
| Украинцы                                         | 2 054 (4,7 %)   | 698             | 393 (1,0 %)     |
| Молдаване                                        | —               | 389 (1,0 %)     | 377 (1,0 %)     |
| Армяне                                           | —               | —               | 317 (0,9 %)     |
| Калмыки                                          | 802 (1,8 %)     | —               | —               |
| Показаны народы c численностью более 300 человек |                 |                 |                 |

По итогам переписи населения 2020 года проживали следующие национальности (национальности менее 0,1 % и другое см. в сноске к строке «Другие»):
| Национальность | Численность, чел. | Доля     |
| -------------- | ----------------- | -------- |
| Русские        | 24 122            | 75,10 %  |
| Турки          | 2205              | 6,86 %   |
| Чеченцы        | 1796              | 5,59 %   |
| Даргинцы       | 1182              | 3,68 %   |
| Цыгане         | 663               | 2,06 %   |
| Аварцы         | 520               | 1,62 %   |
| Армяне         | 294               | 0,92 %   |
| Казахи         | 285               | 0,89 %   |
| Молдаване      | 191               | 0,59 %   |
| Кумыки         | 142               | 0,44 %   |
| Другие         | 720               | 2,25 %   |
| Итого          | 32 120            | 100,00 % |

## Муниципально-территориальное устройство
В Зимовниковском районе 74 населённых пункта в составе 11 сельских поселений:
| №  | Сельские поселения                      | Админ. центр               | Количество населённых пунктов | Население | Площадь, км² |
| -- | --------------------------------------- | -------------------------- | ----------------------------- | --------- | ------------ |
| 1  | Верхнесеребряковское сельское поселение | слобода Верхнесеребряковка | 6                             | ↘1688     | 397,83       |
| 2  | Гашунское сельское поселение            | посёлок Байков             | 6                             | ↘1096     | 485,18       |
| 3  | Глубочанское сельское поселение         | хутор Плотников            | 6                             | ↘1728     | 641,90       |
| 4  | Зимовниковское сельское поселение       | посёлок Зимовники          | 4                             | ↘17 998   | 450,82       |
| 5  | Камышевское сельское поселение          | хутор Камышев              | 5                             | ↘2039     | 569,98       |
| 6  | Кировское сельское поселение            | хутор Хуторской            | 7                             | ↘1912     | 790,83       |
| 7  | Кутейниковское сельское поселение       | станица Кутейниковская     | 10                            | ↘2233     | 382,88       |
| 8  | Ленинское сельское поселение            | хутор Ленинский            | 14                            | ↘2234     | 531,21       |
| 9  | Мокрогашунское сельское поселение       | посёлок Мокрый Гашун       | 4                             | ↘1100     | 245,70       |
| 10 | Савоськинское сельское поселение        | хутор Савоськин            | 4                             | ↘1016     | 243,97       |
| 11 | Северное сельское поселение             | хутор Гашун                | 8                             | ↘1675     | 304,30       |

| №  | Населённый пункт   | Тип                     | Население | Муниципальное образование               |
| -- | ------------------ | ----------------------- | --------- | --------------------------------------- |
| 1  | Амта               | хутор                   | 56        | Ленинское сельское поселение            |
| 2  | Байков             | посёлок                 | 872       | Гашунское сельское поселение            |
| 3  | Безымянный         | хутор                   | 32        | Ленинское сельское поселение            |
| 4  | Большая Поляна     | посёлок                 | 64        | Гашунское сельское поселение            |
| 5  | Большой Гашун      | посёлок                 | 98        | Гашунское сельское поселение            |
| 6  | Брянский           | хутор                   | 130       | Камышевское сельское поселение          |
| 7  | Бурульский         | хутор                   | ↘44       | Глубочанское сельское поселение         |
| 8  | Верхнесеребряковка | слобода                 | 935       | Верхнесеребряковское сельское поселение |
| 9  | Верхоломов         | хутор                   | 435       | Верхнесеребряковское сельское поселение |
| 10 | Весёлый Гай        | хутор                   | 158       | Верхнесеребряковское сельское поселение |
| 11 | Владимировский     | хутор                   | 126       | Глубочанское сельское поселение         |
| 12 | Власовский         | хутор                   | ↗56       | Северное сельское поселение             |
| 13 | Гашун              | хутор                   | ↗1057     | Северное сельское поселение             |
| 14 | Глубокий           | хутор                   | 842       | Глубочанское сельское поселение         |
| 15 | Грабовский         | хутор                   | 50        | Кировское сельское поселение            |
| 16 | Грушёвка           | хутор                   | 240       | Ленинское сельское поселение            |
| 17 | Донецкий           | хутор                   | 151       | Зимовниковское сельское поселение       |
| 18 | Донцов             | посёлок                 | 77        | Кировское сельское поселение            |
| 19 | Ергени             | посёлок                 | 34        | Гашунское сельское поселение            |
| 20 | Жирный             | хутор                   | 31        | Кутейниковское сельское поселение       |
| 21 | Зимовники          | посёлок                 | ↗18 070   | Зимовниковское сельское поселение       |
| 22 | Ивановский         | хутор                   | →7        | Северное сельское поселение             |
| 23 | Иловайский         | хутор                   | 394       | Кутейниковское сельское поселение       |
| 24 | Ильичев            | хутор                   | 181       | Зимовниковское сельское поселение       |
| 25 | Калинин            | хутор                   | 51        | Кутейниковское сельское поселение       |
| 26 | Калинин            | хутор                   | 23        | Савоськинское сельское поселение        |
| 27 | Камышев            | хутор                   | 1263      | Камышевское сельское поселение          |
| 28 | Ковалевский        | хутор                   | 106       | Ленинское сельское поселение            |
| 29 | Козорезов          | хутор                   | 118       | Ленинское сельское поселение            |
| 30 | Копанский          | хутор                   | 126       | Камышевское сельское поселение          |
| 31 | Котов              | хутор                   | 55        | Глубочанское сельское поселение         |
| 32 | Красностепной      | посёлок                 | 640       | Кировское сельское поселение            |
| 33 | Красный Октябрь    | хутор                   | 87        | Ленинское сельское поселение            |
| 34 | Крылов             | хутор                   | 222       | Камышевское сельское поселение          |
| 35 | Курячий            | хутор                   | 62        | Савоськинское сельское поселение        |
| 36 | Кутейниково        | железнодорожная станция | 31        | Кутейниковское сельское поселение       |
| 37 | Кутейниковская     | станица                 | ↘1203     | Кутейниковское сельское поселение       |
| 38 | Лагунный           | посёлок                 | 327       | Ленинское сельское поселение            |
| 39 | Ленинский          | хутор                   | 634       | Ленинское сельское поселение            |
| 40 | Майкопский         | хутор                   | 332       | Зимовниковское сельское поселение       |
| 41 | Малореченский      | хутор                   | 23        | Ленинское сельское поселение            |
| 42 | Малый Гашун        | хутор                   | 81        | Кировское сельское поселение            |
| 43 | Марченков          | хутор                   | 193       | Ленинское сельское поселение            |
| 44 | Мацинин            | хутор                   | 155       | Гашунское сельское поселение            |
| 45 | Мокрый Гашун       | посёлок                 | 926       | Мокрогашунское сельское поселение       |
| 46 | Нариманов          | хутор                   | 161       | Ленинское сельское поселение            |
| 47 | Нижнежировский     | хутор                   | 75        | Верхнесеребряковское сельское поселение |
| 48 | Нижнекуберский     | хутор                   | 93        | Мокрогашунское сельское поселение       |
| 49 | Николаевский       | хутор                   | 118       | Ленинское сельское поселение            |
| 50 | Новобарабанщиков   | хутор                   | ↗32       | Северное сельское поселение             |
| 51 | Нововесёлый        | хутор                   | 186       | Савоськинское сельское поселение        |
| 52 | Новогашунский      | хутор                   | 29        | Ленинское сельское поселение            |
| 53 | Новолодин          | хутор                   | 124       | Кутейниковское сельское поселение       |
| 54 | Новорубашкин       | хутор                   | →175      | Северное сельское поселение             |
| 55 | Озерский           | хутор                   | 164       | Верхнесеребряковское сельское поселение |
| 56 | Пенчуков           | хутор                   | 133       | Ленинское сельское поселение            |
| 57 | Петровский         | хутор                   | 90        | Кутейниковское сельское поселение       |
| 58 | Петухов            | хутор                   | 196       | Верхнесеребряковское сельское поселение |
| 59 | Плотников          | хутор                   | 717       | Глубочанское сельское поселение         |
| 60 | Поверенный         | хутор                   | 52        | Кировское сельское поселение            |
| 61 | Погорелов          | хутор                   | 506       | Камышевское сельское поселение          |
| 62 | Полстяной          | хутор                   | 76        | Мокрогашунское сельское поселение       |
| 63 | Полынный           | посёлок                 | 118       | Гашунское сельское поселение            |
| 64 | Прасковейский      | хутор                   | 115       | Глубочанское сельское поселение         |
| 65 | Русско-Садовский   | хутор                   | →99       | Северное сельское поселение             |
| 66 | Савоськин          | хутор                   | 967       | Савоськинское сельское поселение        |
| 67 | Садовский          | хутор                   | 130       | Кутейниковское сельское поселение       |
| 68 | Секретёв           | хутор                   | 82        | Мокрогашунское сельское поселение       |
| 69 | Старорубашкин      | хутор                   | →49       | Северное сельское поселение             |
| 70 | Трудовой           | хутор                   | 8         | Кутейниковское сельское поселение       |
| 71 | Уланский           | посёлок                 | 82        | Кировское сельское поселение            |
| 72 | Ульяновский        | хутор                   | →268      | Северное сельское поселение             |
| 73 | Харьковский        | хутор                   | 471       | Кутейниковское сельское поселение       |
| 74 | Хуторской          | хутор                   | 985       | Кировское сельское поселение            |

## Экономика
Зимовниковский район преимущественно аграрный. Основные направления развития сельского хозяйства: выращивание зерновых культур, мясное скотоводство и овцеводство.
В районе создано 1288 малых предприятий. Из них в промышленности — 23, на транспорте — 2, в строительстве — 10, в торговле, бытовом обслуживании и общепите — 950, в других отраслях хозяйства — 28.
Грузовые и пассажирские перевозки осуществляются автомобильным и железнодорожным транспортом. Территорию района пересекают две железнодорожные магистрали: «Сальск—Волгоград-1» и «Куберле—Морозовская».

## Достопримечательности
- Краеведческий музей в поселке Зимовники.
- Скульптура казачки с двумя ведрами и коромыслом у фонтана.
- Памятник ликвидаторам чернобыльской аварии на АЭС в поселке Зимовники.
- Памятник воинам — освободителям рабочего поселка Зимовники (танк Т-34) в поселке Зимовники.
- Мемориал погибшим в годы Великой Отечественной войны со скульптурой воина на постаменте, табличками с именами погибших односельчан. Находится в поселке Зимовники.
- Памятник воинам-артиллеристам в селе Гуляй-Борисовка.
- Танк-освободителям с. Зимовники, находится при въезде в посёлок.
- Кучманский парк с могилой времен Гражданской войны.
- Братская могила воинов, павших при освобождении села Зимовники[34]. На могиле установлен памятник, представляющий собой скульптуру воина на постаменте. В правой руке за спиной он держит автомат. Взгляд его направлен вниз. Около скульптуры стоит танк времен Великой Отечественной войны.
- Памятник В. И. Ленину в поселке Зимовники. Находится в поселка у дворца культуры «Юбилейный».

Памятники археологии Зимовниковского района, состоящие на государственной охране:
- Курган «Рабочий городок III»
- Курганная группа «Кучманский» (2 кургана)
- Курганная группа «Рабочий городок I» (14 курганов)
- Стоянка «Козорезовская I»[35].

Памятники природы
- Ильичевское урочище

Всего в Зимовниковском районе 16 памятников археологии.
Храмы и молитвенные дома:
- Молельный дом Петра и Павла в с. Зимовники.
- Церковь Петра и Павла в с. Зимовники.
- Церковь Покрова Пресвятой Богородицы в ст. Кутейниковская. Построена в 2014—2016 годах.